# Plamen Konstantinow

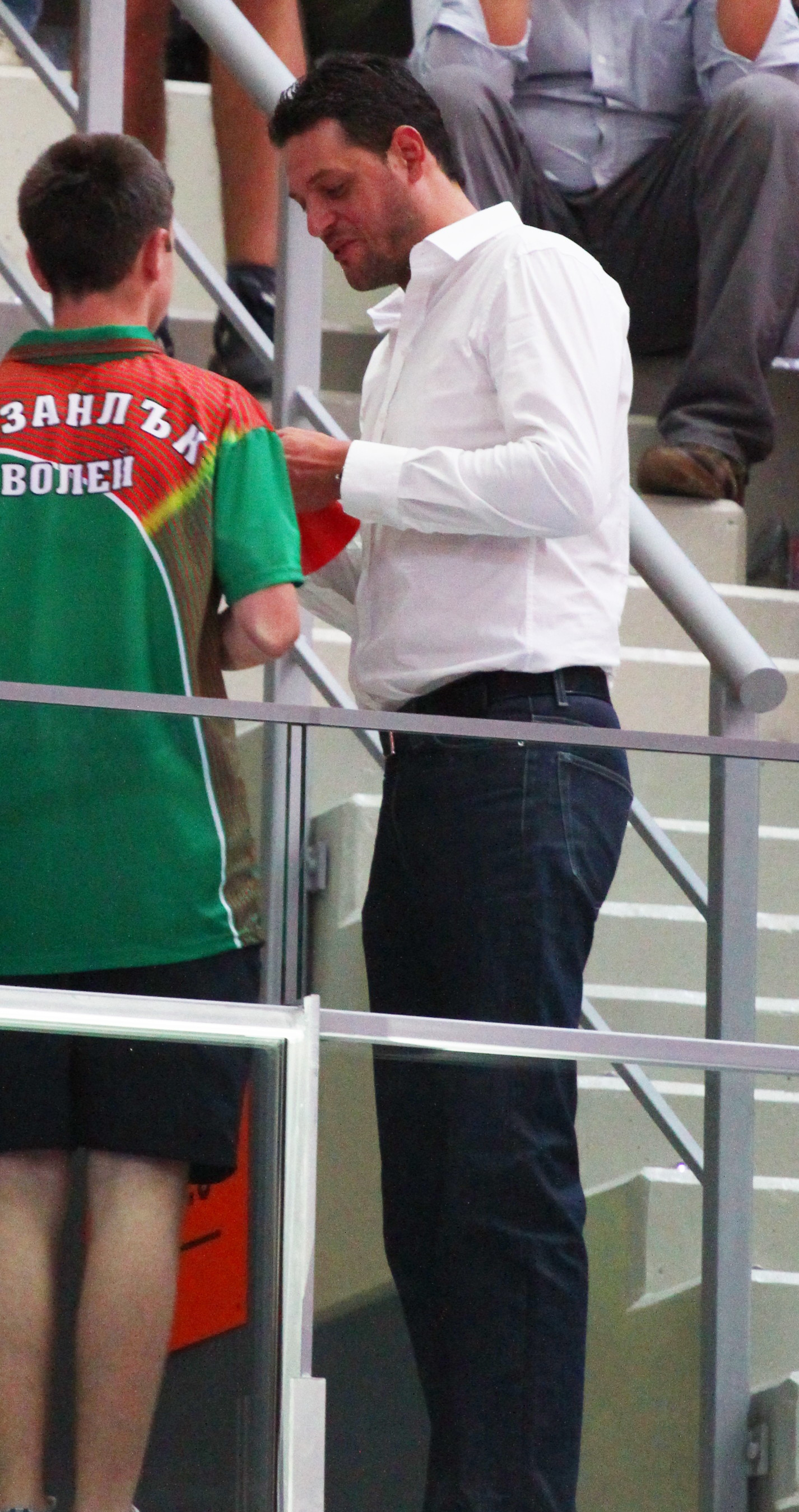
Plamen Konstantinow

Plamen Georgijew Konstantinow (bulgarisch Пламен Георгиев Константинов; * 14. Juni 1973 in Sofia) ist ein ehemaliger bulgarischer Volleyballspieler.

## Karriere
Plamen Konstantinow, der bei einer Körpergröße von 2,02 m auf der Position des Außenangreifers spielte, begann seine Karriere 1986 bei Leski Sofia in Bulgarien, wo er bis zu seinem 23. Lebensjahr unter Vertrag stand. 1995 wechselte Konstantinow erstmals ins Ausland. Nach einer Saison bei Iraklis Thessaloniki wechselte er über weitere Stationen in Italien, der Türkei sowie Griechenland 2002 zu Olympiakos Piräus. Nachdem Konstantinow mit Olympiakos mit der Griechischen Meisterschaft 2003 den ersten Profi-Titel seiner Karriere gewonnen hatte, wechselte er zum Erzrivalen Panathinaikos Athen, wo er in der darauf folgenden Saison ein weiteres Mal die Meisterschaft gewinnen konnte. Nach dem Ende der Saison 2003/04 wechselte er nach Frankreich zu Tours Volley-Ball und gewann dort, nur wenige Wochen nach dem Gewinn der Griechischen Meisterschaft, auch die Meisterschaft in Frankreich. Nach weiteren Stationen beim polnischen Erstligisten Jastrzębski Węgiel und ZSK Gazprom-Ugra Surgut in Russland wechselte Konstantinow 2007 erneut zu Iraklis Thessaloniki, wo er 2009 seine Karriere beendete.
Plamen Konstantinow war zudem ein fester Bestandteil der bulgarischen Volleyball-Nationalmannschaft, mit der er 1996 bei den Olympischen Spielen in Atlanta Siebter wurde und 2006 bei der Weltmeisterschaft in Japan die Bronzemedaille gewann. 2007 wurde er beim World Cup in Japan erneut Dritter. Ein weiteres Mal nahm er 2008 an den Olympischen Spielen teil. Bulgarien belegte in Peking den fünften Platz.

## Vereine
| Zeitraum  | Verein                  |
| --------- | ----------------------- |
| 1986–1995 | Levski Sofia            |
| 1995–1996 | Iraklis Thessaloniki    |
| 1996      | Gioia del Volley        |
| 1996–1999 | Halkbank Ankara         |
| 1999–2000 | Orestiada               |
| 2000–2002 | PAOK Thessaloniki       |
| 2002–2003 | Olympiakos Piräus       |
| 2003–2004 | Panathinaikos Athen     |
| 2004      | Tours Volley-Ball       |
| 2004–2005 | Gabeca Montichiari      |
| 2005–2006 | Jastrzębski Węgiel      |
| 2006–2007 | ZSK Gazprom-Ugra Surgut |
| 2007–2009 | Iraklis Thessaloniki    |

## Titel
- Bulgarischer Meister: 1992, 1996
- Bulgarischer Pokalsieger: 1987, 1989
- Griechischer Meister: 1997, 2002, 2003, 2004, 2008
- Griechischer Pokalsieger: 2002
- Französischer Meister: 2004
- Griechischer Supercup: 2007, 2008[1]